# Couma rigida
Couma rigida är en oleanderväxtart som beskrevs av Müll. Arg.. Couma rigida ingår i släktet Couma och familjen oleanderväxter. Inga underarter finns listade i Catalogue of Life.